# Mycothyridium vestitum
Mycothyridium vestitum är en svampart som först beskrevs av Elias Fries, och fick sitt nu gällande namn av E. Müll. 1973. Mycothyridium vestitum ingår i släktet Mycothyridium, klassen Dothideomycetes, divisionen sporsäcksvampar och riket svampar.   Inga underarter finns listade i Catalogue of Life.
I den svenska databasen Dyntaxa används istället namnet Thyridium vestitum för samma taxon.  Arten är reproducerande i Sverige.